# Superfluido de polaritons
O Superfluido de polaritons ou sétimo estado da matéria, foi descoberto por físicos da Universidade de Pittsburgh e dos Laboratórios Bell nos Estados Unidos.
Este superfluido, com características de um supercondutor e de um raio laser é capaz de levar energia de um lugar para outro através de um feixe de luz coerente, utilizando uma quantidade muito pequena de energia, também pode gerar raios laser potentes com baixo consumo e fazer transporte de bits em meio sólido.